# Nadia Fezzani
Nadia Fezzani est une auteure, journaliste et conférencière canadienne.

## Biographie
Nadia Fezzani étudie la littérature française à l'Université Concordia à Montréal et le journalisme au Collège St.Clair à Windsor en Ontario.
En 2011, l'auteure mène des recherches sur les tueurs en série américains connus. Elle publie Mes tueurs en série, dans lequel elle fait des entretiens avec Arthur Shawcross, Keith Jesperson, Gary Grant, Joel Rifkin, Richard Cottingham, Jack Trawick et Patrick Kearney. Elle cherche à comprendre les mobiles des meurtriers.
En 2014, elle publie Mission super-héros - Incursions dans le monde des Real Life Superheroes. Ce livre aborde le thème de gens qui se costument à la manière des super-héros et patrouillent des quartiers dangereux pour enrayer les injustices. Ses deux livres ont été traduits en anglais,.
Dans Novembre 84, un documentaire réalisé par Stephan Parent sur des disparitions et meurtres d'enfants, Fezzani explique ce qu'est le tueur en série,.
Nadia Fezzani participe au documentaire français Les tueurs en série de la série Enquêtes et révélations, diffusé sur TF1. Elle réussit à faire avouer à Richard Cuttingham, l'un des plus tristement célèbres tueurs en série, qu'il a commis entre 85 et 100 meurtres. Il avait été condamné pour cinq meurtres tout en gardant le secret des autres pendant plus de 30 ans.

## Œuvres

### Livres
- Mes tueurs en série, Les Éditions de l'Homme, 2011, 252 p. (ISBN 978-2-7619-2753-6)
- Mission super-héros : Incursions dans le monde des Real Life Superheroes, Montréal (Québec)/Ivry, Les Éditions de l'Homme, 2014, 288 p. (ISBN 978-2-7619-3344-5)